# Saint-Lary-Boujean
Saint-Lary-Boujean is een gemeente in het Franse departement Haute-Garonne (regio Occitanie) en telt 112 inwoners (2005). De plaats maakt deel uit van het arrondissement Saint-Gaudens.

## Geografie
De oppervlakte van Saint-Lary-Boujean bedraagt 8,6 km², de bevolkingsdichtheid is 13,0 inwoners per km².
De onderstaande kaart toont de ligging van Saint-Lary-Boujean met de belangrijkste infrastructuur en aangrenzende gemeenten.

## Demografie
Onderstaande figuur toont het verloop van het inwonertal (bron: INSEE-tellingen).

1. ↑  Populations de référence 2022.